# Księga stanu cywilnego
Księga stanu cywilnego – rejestr publicznoprawny prowadzony przez urząd stanu cywilnego w celu rejestracji stanu cywilnego osób. Księga taka ma obecnie postać papierową (strony księgi uzupełniane są ręcznie, maszynowo lub poprzez wydruk komputerowy); istnieje możliwość równoległego jej prowadzenia w systemie komputerowym.
Na zawartość księgi składają się akty stanu cywilnego trojakiego rodzaju (urodzenia, małżeństwa, zgonu). Wpisuje się je chronologicznie, jeden pod drugim, nie pozostawiając pustych stron. Co do zasady, jedna księga powinna obejmować jeden rok, ale możliwa jest kontynuacja zapisków aż do ostatniej strony (jednak nie dłużej niż przez pięć lat).
Księgi przechowywane są w urzędzie stanu cywilnego, w którym je sporządzono. Poza ważnymi przyczynami bądź niebezpieczeństwem, nie można ich wynosić poza jego lokal. Po stu latach od sporządzenia ostatniego aktu, księgi przenosi się do właściwego archiwum państwowego. Niektóre księgi przechowywane są w innych urzędach stanu cywilnego (np. księgi z obszaru II RP, który po II wojnie światowej pozostał w ZSRR – przechowuje USC Warszawa-Śródmieście).
Od 2015 r. rejestracja stanu cywilnego odbywa się za pośrednictwem rejestru stanu cywilnego; dotychczas sporządzone akty podlegają przeniesieniu do tego rejestru.

## Podstawy prawne
- Ustawa z dnia 28 listopada 2014 r. Prawo o aktach stanu cywilnego (Dz.U. z 2025 r. poz. 594) (obowiązuje od 1 marca 2015; do 1 marca 2015 r. obowiązywała ustawa z dnia 29 września 1986 r. – Prawo o aktach stanu cywilnego (Dz.U. z 2011 r. nr 212, poz. 1264, z późn. zm.))
- Rozporządzenie Ministra Spraw Wewnętrznych i Administracji z dnia 26 października 1998 r. w sprawie szczegółowych zasad sporządzania aktów stanu cywilnego, sposobu prowadzenia ksiąg stanu cywilnego, ich kontroli, przechowywania i zabezpieczenia oraz wzorów aktów stanu cywilnego, ich odpisów, zaświadczeń i protokołów (Dz.U. z 1998 r. nr 136, poz. 884, z późn. zm.) (uznane za uchylone z dniem 1 marca 2015)